# Ànwar al-Din Muhàmmad Khan
Amin us-Sultanat Siraj ud-Daula Nawab Ànwar al-Din Muhàmmad Khan-i-Jahan Khan Bahadur Xahamat Jang (1672-1749), subadar del Carnàtic Payeen Ghat (nawab d'Arcot).
Era suposat fill de Xaïkh-i-Aqdas Nabab Haji Muhàmmad Ànwar al-Din Khan Bahadur. Va dirigir la fabricació de moneda a Surat, fou governador d'Ellore i Rajahmundy (1725), ministre a l'Estat de Hyderabad, fawjdar de Korah Jahanabad, comandant de 250 cavallers. Va rebre els títols d'Aurangzeb, excepte el de Shahamat Jang (que li va donar Shah Alam I) i el de Siradj al-Dawla (que li va donar Muhammad Shah). Fou per un temps naib-wazir imperial, fawjdar de Srikakulam, Rajamahendravaram i Machlipatnam (1724), nazim d'Hyderabad (1725-1743), fawjdar de Chicacole, naib subadar i guardià del jove subadar del Carnàtic Nawab Muhammad Said Khan (28 de març de 1744).
Va morir en una batalla contra els francesos a la batalla d'Ambur el 31 de juliol de 1749. Va deixar cinc fills i diverses filles. El va succeir Wala Jah Muhammad Ali, mentre el seu gendre Chandra Sahib amb suport francès també es va proclamar nawab.